# Občina Dobje
Občina Dobje je jednou z 212 občin ve Slovinsku. Nachází se v Savinjském regionu na území historického Dolního Štýrska. Občinu tvoří 13 sídel, její rozloha je 17,5 km² a k 1. lednu 2017 zde žilo 977 obyvatel. Správním střediskem občiny je vesnice Dobje pri Planini.

## Geografie
Občina Dobje je svojí rozlohou nejmenší v regionu. Nejvyšším bodem je Vrhe (670 m n. m.). Od severu k jihu prochází občinou silnice č. 424 vedoucí ze Šentjuru do Planiny pri Sevnici.

## Členění občiny
Občina se dělí na sídla: Brezje pri Dobjem, Dobje pri Planini, Gorica pri Dobjem, Jezerce pri Dobjem, Lažiše, Presečno, Ravno, Repuš, Slatina pri Dobjem, Suho, Škarnice, Večje Brdo, Završe pri Dobjem.